# Konrad Faber
Konrad Faber (Breisach am Rhein, 4 novembre 1997) è un calciatore tedesco, centrocampista della Dinamo Dresda in prestito dal San Gallo.

## Carriera
Cresciuto nel settore giovanile dell'Emmendingen, dal 2015 al 2018 ha militato nel Freiburger, tra la quinta e la sesta divisione tedesca. Nel 2018 è stato acquistato dal Friburgo, con cui in tre anni ha totalizzato 61 presenze e 5 reti, tutte in Regionalliga con la squadra riserve. Il 7 luglio 2021 ha firmato un contratto biennale con il Jahn Ratisbona e il 24 luglio successivo ha esordito in Zweite Bundesliga, disputando l'incontro vinto per 2-0 in casa del Darmstadt.

## Statistiche

### Presenze e reti nei club
Statistiche aggiornate al 24 febbraio 2023.
| Stagione              | Squadra               | Campionato            | Campionato | Campionato | Coppe nazionali | Coppe nazionali | Coppe nazionali | Coppe continentali | Coppe continentali | Coppe continentali | Altre coppe | Altre coppe | Altre coppe | Totale | Totale |
| Stagione              | Squadra               | Comp                  | Pres       | Reti       | Comp            | Pres            | Reti            | Comp               | Pres               | Reti               | Comp        | Pres        | Reti        | Pres   | Reti   |
| --------------------- | --------------------- | --------------------- | ---------- | ---------- | --------------- | --------------- | --------------- | ------------------ | ------------------ | ------------------ | ----------- | ----------- | ----------- | ------ | ------ |
| 2015-2016             | Freiburger            | OL                    | 6          | 0          |                 | -               | -               |                    | -                  | -                  |             | -           | -           | 6      | 0      |
| 2016-2017             | Freiburger            | VL                    | 33+2       | 2+0        |                 | -               | -               |                    | -                  | -                  |             | -           | -           | 35     | 2      |
| 2017-2018             | Freiburger            | VL                    | 32+4       | 7+0        |                 | -               | -               |                    | -                  | -                  |             | -           | -           | 36     | 7      |
| Totale Freiburger     | Totale Freiburger     | Totale Freiburger     | 71+6       | 9+0        |                 | -               | -               |                    | -                  | -                  |             | -           | -           | 77     | 9      |
| 2018-2019             | Friburgo II           | RL                    | 12         | 1          |                 | -               | -               |                    | -                  | -                  |             | -           | -           | 12     | 1      |
| 2019-2020             | Friburgo II           | RL                    | 15         | 2          |                 | -               | -               |                    | -                  | -                  |             | -           | -           | 15     | 2      |
| 2020-2021             | Friburgo II           | RL                    | 34         | 2          |                 | -               | -               |                    | -                  | -                  |             | -           | -           | 34     | 2      |
| Totale Friburgo II    | Totale Friburgo II    | Totale Friburgo II    | 61         | 5          |                 | -               | -               |                    | -                  | -                  |             | -           | -           | 61     | 5      |
| 2021-2022             | Jahn Ratisbona        | 2L                    | 27         | 0          | CG              | 2               | 0               |                    | -                  | -                  |             | -           | -           | 29     | 0      |
| 2022-2023             | Jahn Ratisbona        | 2L                    | 17         | 0          | CG              | 1               | 0               |                    | -                  | -                  |             | -           | -           | 18     | 0      |
| Totale Jahn Ratisbona | Totale Jahn Ratisbona | Totale Jahn Ratisbona | 44         | 0          |                 | 3               | 0               |                    | -                  | -                  |             | -           | -           | 47     | 0      |
| Totale carriera       | Totale carriera       | Totale carriera       | 182        | 14         |                 | 3               | 0               |                    | -                  | -                  |             | -           | -           | 185    | 14     |